# Florida Lady
Florida Lady ist eine Familienserie des ZDF mit insgesamt 21 Folgen. Das Drehbuch stammt von Charles Lewinsky, Regie führte Hans-Jürgen Tögel. In den Hauptrollen der ersten Staffel agieren Claudia Demarmels als Tierärztin und Helmut Zierl als Skipper und Lebenskünstler. In der zweiten Staffel sind die Hauptrollen mit Bruno Eyron und Christina Plate besetzt. Bei der „Florida Lady“ handelt es sich um ein Hausboot.
Die erste Staffel der Serie wurde vom 17. Januar 1994 bis zum 22. März 1994 wöchentlich jeweils dienstags um 19:25 Uhr ausgestrahlt. Die zweite Staffel lief vom 17. Februar 1996 bis 20. April 1996 jeweils samstags um 19:25 Uhr.

## Inhalt
Der nach Florida ausgewanderte Lebenskünstler Tom Keller kündigt seinen Job als Skipper bei seinem Freund Leonhard auf den Florida Keys und macht seiner großen Liebe, der Flugbegleiterin Elisabeth einen Heiratsantrag. Doch seine Pläne, mit ihr gemeinsam zurück nach Deutschland zu gehen, zerschlagen sich. Die Frau seiner Träume hat sich für einen anderen entschieden, obwohl sie von Tom, der ihrer Meinung nach zu unzuverlässig ist, schwanger ist.
Ohne Job und am Boden zerstört setzt sich Tom in seinen rosa Cadillac und besucht seinen alten Freund Roy Schroeder, der zusammen mit seiner Tochter Penny und dem kubanischen Hausmädchen Teresita eine Hausbootvermietung namens Florida Lady betreibt und selbst auch auf einem der Boote wohnt. Er findet dort nicht nur Ablenkung und Trost, sondern bald auch eine neue Aufgabe. Für seinen Freund Roy, der sich beim Wasserskifahren das Bein gebrochen hat, muss er als Touristenführer einspringen und sich um die Gäste der anderen Hausboote kümmern.
Gleichzeitig taucht in der Gegend die Tierärztin Dr. Tanja Bergmann auf. Auch sie ist nach der Trennung von ihrem Ehemann in einer Krise und flieht aus Deutschland, um ihre Freundin Dr. Lisa Chang zu besuchen, die bei SeaWorld in Orlando arbeitet. Nachdem das Kennenlernen der beiden zunächst nicht ganz reibungslos verläuft, kommen sich Tanja und Tom im Lauf der Zeit langsam näher.
In den meisten Folgen gibt es außerdem noch eine Zusatzgeschichte, in der die Urlaubsgäste zu den schönsten und bekanntesten Sehenswürdigkeiten Floridas gefahren werden. Die zusätzlichen Rollen bekleideten zumeist bekannte Gaststars.
1996 folgte eine zehnteilige zweite Staffel, in der die Hauptdarsteller aus Staffel 1 nicht mehr dabei waren. Die Hauptrollen übernahmen Bruno Eyron als deutscher Privatdetektiv Timm Berger und Christina Plate als Iris Tecklenburg. Timm nimmt in Florida immer wieder Aufträge an, bei denen er Fälle aufklären, Dinge oder Menschen beschützen oder verschwundene Wertsachen wiederbeschaffen soll.

## Folgen

### Staffel 1
| Nr. | Episodentitel                                          | Erstausstrahlung |
| --- | ------------------------------------------------------ | ---------------- |
| 1   | Neue Wege / Bekanntschaft mit Hindernissen (Langfolge) | 17. Januar 1994  |
| 2   | Honeymoon nach Fahrplan                                | 18. Januar 1994  |
| 3   | Flirt auf Bestellung                                   | 25. Januar 1994  |
| 4   | Kein Weg zurück                                        | 1. Februar 1994  |
| 5   | Zu zweit allein                                        | 8. Februar 1994  |
| 6   | Tour d’Amour                                           | 15. Februar 1994 |
| 7   | Nichts als Ärger                                       | 22. Februar 1994 |
| 8   | Lauf dem Leben nicht davon                             | 1. März 1994     |
| 9   | Der verlorene Sohn                                     | 8. März 1994     |
| 10  | Abenteuer in den Everglades                            | 15. März 1994    |
| 11  | Traumjobs                                              | 22. März 1994    |

### Staffel 2
| Nr. | Episodentitel              | Erstausstrahlung |
| --- | -------------------------- | ---------------- |
| 1   | Geheimnisse                | 17. Februar 1996 |
| 2   | Die Entführung der Madonna | 24. Februar 1996 |
| 3   | Lampenfieber               | 2. März 1996     |
| 4   | Reif für die Insel         | 9. März 1996     |
| 5   | Gefahr auf den Bahamas     | 16. März 1996    |
| 6   | Jede Menge Liebeskummer    | 23. März 1996    |
| 7   | Entscheidungen             | 30. März 1996    |
| 8   | Auf der Flucht             | 6. April 1996    |
| 9   | Um die Wette               | 13. April 1996   |
| 10  | Finale in New Orleans      | 20. April 1996   |

## Produktionsnotizen

### Hintergrund
Florida Lady war die erste deutsche Fernsehserie, die vollständig in den USA produziert wurde. Nach einer Drehzeit von sechs Monaten in Miami, Orlando, Key West, Cape Canaveral, Disney World, SeaWorld, Everglades und Cypress Gardens im Jahr 1993 wurde die Serie in den Disney-MGM Studios in Orlando geschnitten. Filmeditorin Heidrun Britta Thomas war, wie auch schon bei den ebenfalls von Wolfgang Rademann produzierten Erfolgsserien Das Traumschiff und Die Schwarzwaldklinik, für den Schnitt verantwortlich.

### Soundtrack, DVD
Den Titelsong Florida Lady singt der Brite Chris Thompson. Er erschien neben 21 weiteren Tracks auf der Original-Soundtrack-CD zur Serie.
Die Edel Records GmbH gab die erste Staffel am 26. Oktober 2007 auf DVD heraus.

## Kritik
TV Spielfilm stellte bei der Erstausstrahlung der Serie fest: „Serien-Tycoon Rademann siedelt seine bekannte Melange aus Herz, Humor und Abenteuer diesmal in Florida an.“
Der Spiegel schrieb zur Wiederholung der Serie 1995, dass die Serie von einer schönen Tierärztin aus Deutschland und einem geläuterten Lebemann, „dem Gebührenzahler unversehrt in ihrer Belanglosigkeit als Wiederholung vorgesetzt“ werde.
Das Online-Portal Kino.de hingegen war der Meinung: „Die schöne Kulisse des Sonnenstaates Florida, spektakuläre Tieraufnahmen aus Sea World und Publikumsliebling Helmut Zierl in der Hauptrolle wirkten als Erfolgsgaranten.“